# Déné Issébéré
 (janvier 2020).
- Si vous ne connaissez pas le sujet, laissez ce bandeau (vous pouvez alors contacter les auteurs).
- Si vous supprimez le contenu mis en cause (vous pouvez préalablement contacter les auteurs),

argumentez précisément cette suppression dans la page de discussion
(un manque de référence n'est pas un argument ; une recherche réelle de référence doit avoir été effectuée, être formellement documentée).
Déné Issébéré est une auteure-compositrice-interprète malienne. Elle est également créatrice de bijoux et fait partie de l'ethnie dogon.

## Biographie
Déné Issébéré est la fille de Diahara Tangara, comédienne et enseignante et de Hamadoun Ibrahima Issébéré, poète malien primé en France en 1978 au grand prix de l’ACCT pour son ouvrage Les Boutures du soleil. Très jeune, elle suit son père à l’étranger et s’imprègne pendant quatorze ans des diverses cultures musicales qu'elle rencontre.
À son retour à Bamako, Déné Issébéré commence une carrière de chanteuse en se produisant sur scène lors de plusieurs événements musicaux maliens. Elle se fait remarquer lors de soirées organisées par son établissement scolaire, le lycée français Liberté, puis participe à d’autres concerts.
À la suite d'une prestation durant un concert, le groupe de rap King Da Dja, produit par Salif Keïta, fait appel à elle pour l'enregistrement de l'album Tougna. Éric Bono, l'ingénieur du son de Salif Keïta, fait appel à ses services pour la réalisation d'autres albums (traditionnels et modernes), dont la version malienne de l'hymne à la coupe du monde de Youssou N'Dour, avec Rokia Traoré et Afel Bocoum.
Sollicitée par le groupe Les Escrocs pour l'enregistrement de leur album Kokadjè, elle rencontre et travaille avec le joueur malien de kora Toumani Diabaté, puis avec le joueur de balafon Néba Solo sur son album Can 2002. Une fois son baccalauréat obtenu, elle enregistre en solo et signe chez le label Mali K7.
Elle obtient une notoriété grâce à son premier album, Ogopo (« Le salut au chef », en dogon). Elle enchaîne ensuite les collaborations et participe à la réalisation de plus de 20 albums sortis sur le marché malien et trois albums internationaux (Frédéric Galliano, Toma Sidibé et Issa Bagayogo). Elle se produit au Midem, au Womex, et réalise une tournée européenne avec Issa Bagayoko, ainsi qu'une tournée en France avec Lobi Traoré. 
En 2004, après une formation aux techniques de chant en France, elle se consacre à l’écriture et à la préparation de son deuxième album. L'enregistrement se déroule dans le studio OSC de Bamako où les arrangements sont réalisés par Olivier Kaba. Le joueur de n'goni Bassekou Kouyaté et le claviériste Cheick Amadou Tidiane Seck participent à l'album.

## Discographie
Album
- 2001 : Ogopo
- 2006 : Ladilikan (sortie physique de l'album au Mali)
- 2008 : Ladilikan (sortie digitale mondiale)
- 2015 : Freedom, Oyéya (3e album sorti le 11 avril 2015, sortie digitale mondiale et sortie physique au Mali)